# Corey Haim
Corey Haim (23. december 1971 i Toronto, Canada – 10. marts 2010 i Hollywood, USA) var en canadisk skuespiller, kendt fra film i 1980'erne og som teenageidol.
Han slog igennem med filmen Lucas i 1986 hvor han blandt andre spillede overfor Charlie Sheen og Winona Ryder. Han blev bedst kendt for filmen The Lost Boys, hvor han spillede overfor Kiefer Sutherland. Han prøvede sig på flere comebacks, uden succes. Han var blandt andet en del af kandidaterne til Batman Forever i 1995, men blev slået ud af Chris O'Donnell. Han var åben om sit narkomisbrug. Han var aldrig gift, men kom sammen med Victoria Beckham fra Spice Girls i 1995 og var forlovet med skuespillerinden Nicole Eggert og med Tiffany Shepis i 2008.

## Filmografi
- The Edison Twins (1982)
- Firstborn (1984)
- Secret Admirer (1985)
- Silver Bullet (1985)
- A Time to Live (1985)
- Murphy's Romance (1985)
- Lucas (1986)
- Roomies (1987)
- The Lost Boys (1987)
- Watchers (1988)
- License to Drive (1988)
- Dream a Little Dream (1989)
- The Dream Machine (1990)
- Fast Getaway (1991)
- Prayer of the Rollerboys (1991)
- Oh, What a Night (1992)
- The Double 0 Kid (1992)
- Blown Away (1992)
- Anything for Love (1993)
- Fast Getaway II (1994)
- National Lampoon's Last Resort (1994)
- Dream a Little Dream 2 (1995)
- Life 101 (1995)
- Snowboard Academy (1996)
- Shooter on the Side (1996)
- Fever Lake (1996)
- Demolition High (1996)
- Busted (1996)
- Never Too Late (1997)
- Demolition University (1997)
- Merlin (1998)
- Without Malice (2000)
- The Back Lot Murders (2002)
- Dickie Roberts: Former Child Star (2003)
- Universal Groove (2007)
- Lost Boys: The Tribe (2008)
- Crank: High Voltage (2009)
- Shark City (2009)
- Terminal Hotel (2009)
- American Sunset (2009)
- Trade In (2009)
- The Girl (2010)
- The Pick Up (2010)
- SAD (Standard American Diet)